# Grande Prêmio da Espanha de 2001
Resultados do Grande Prêmio da Espanha de Fórmula 1 (formalmente XLIII Gran Premio Marlboro de España) realizado em Barcelona em 29 de abril de 2001. Quinta etapa da temporada, foi vencido pelo alemão Michael Schumacher, da Ferrari.

## Resumo
Foi a corrida que teve o retorno do controle de tração que tinha sido banido pela FIA desde 1994.
Mika Hakkinen liderava e sua vitória parece certa quando, a menos de um quilômetro para a chegada, o motor estoura. Michael Schumacher vence e Juan-Pablo Montoya, com o segundo lugar, sobe ao pódio pela primeira vez.

## Corrida
| Pos.   | Nº | Piloto                | Construtor       | Voltas | Tempo/Diferença        | Grid | Pontos |
| ------ | -- | --------------------- | ---------------- | ------ | ---------------------- | ---- | ------ |
| 1      | 1  | Michael Schumacher    | Ferrari          | 65     | 1:31:03.305            | 1    | 10     |
| 2      | 6  | Juan Pablo Montoya    | Williams-BMW     | 65     | + 40.738               | 12   | 6      |
| 3      | 10 | Jacques Villeneuve    | BAR-Honda        | 65     | + 49.626               | 7    | 4      |
| 4      | 12 | Jarno Trulli          | Jordan-Honda     | 65     | + 51.253               | 6    | 3      |
| 5      | 4  | David Coulthard       | McLaren-Mercedes | 65     | + 51.616               | 3    | 2      |
| 6      | 16 | Nick Heidfeld         | Sauber-Petronas  | 65     | + 1:01.893             | 10   | 1      |
| 7      | 9  | Olivier Panis         | BAR-Honda        | 65     | + 1:04.977             | 11   |        |
| 8      | 17 | Kimi Räikkönen        | Sauber-Petronas  | 65     | + 1:19.808             | 9    |        |
| 9      | 3  | Mika Häkkinen         | McLaren-Mercedes | 64     | Embreagem/Motor        | 2    |        |
| 10     | 22 | Jean Alesi            | Prost-Acer       | 64     | + 1 volta              | 15   |        |
| 11     | 23 | Luciano Burti         | Prost-Acer       | 64     | + 1 volta              | 14   |        |
| 12     | 14 | Jos Verstappen        | Arrows-Asiatech  | 63     | + 2 voltas             | 17   |        |
| 13     | 21 | Fernando Alonso       | Minardi-European | 63     | + 2 voltas             | 18   |        |
| 14     | 7  | Giancarlo Fisichella  | Benetton-Renault | 63     | + 2 voltas             | 19   |        |
| 15     | 8  | Jenson Button         | Benetton-Renault | 62     | + 3 voltas             | 21   |        |
| 16     | 20 | Tarso Marques         | Minardi-European | 62     | + 3 voltas             | 22   |        |
| Ret    | 2  | Rubens Barrichello    | Ferrari          | 49     | Suspensão              | 4    |        |
| Ret    | 18 | Eddie Irvine          | Jaguar-Cosworth  | 48     | Motor                  | 13   |        |
| Ret    | 5  | Ralf Schumacher       | Williams-BMW     | 20     | Freios/Spun off        | 5    |        |
| Ret    | 15 | Enrique Bernoldi      | Arrows-Asiatech  | 8      | Pressão do combustível | 16   |        |
| Ret    | 19 | Pedro de La Rosa      | Jaguar-Cosworth  | 5      | Colisão                | 20   |        |
| Ret    | 11 | Heinz-Harald Frentzen | Jordan-Honda     | 5      | Colisão                | 8    |        |
| Fonte: |    |                       |                  |        |                        |      |        |

## Tabela do campeonato após a corrida
| Pos.   | Piloto             | Pontos |
| ------ | ------------------ | ------ |
| 1      | Michael Schumacher | 36     |
| 2      | David Coulthard    | 28     |
| 3      | Rubens Barrichello | 14     |
| 4      | Ralf Schumacher    | 12     |
| 5      | Nick Heidfeld      | 8      |
| Fonte: |                    |        |

| Pos.   | Construtor       | Pontos |
| ------ | ---------------- | ------ |
| 1      | Ferrari          | 50     |
| 2      | McLaren-Mercedes | 32     |
| 3      | Williams-BMW     | 18     |
| 4      | Jordan-Honda     | 13     |
| 5      | Sauber-Petronas  | 9      |
| Fonte: |                  |        |

- Nota: Somente as primeiras cinco posições estão listadas.